# スウェーデンの首相
スウェーデンの首相（スウェーデンのしゅしょう、典: statsminister）は、スウェーデンにおける政府の長たる首相。

## 概説
スウェーデンは国王を国家元首とする立憲君主制の国であり議院内閣制により首相が政府の運営を行っている。スウェーデンの憲法のうち、1974年制定の統治法において、首相の任免や政府の活動の規定がなされている。首相候補者はリクスダーゲン（議会）議長によって議会に提案され、総議員の過半数の不信任を得た場合を除き、議長により任命されることとなる。国王には首相の任命権は与えられていない。過半数の不信任を得た場合には、選挙の実施か議長による罷免がなされる。このほか首相は内閣の他の大臣の任命を行う。

## 一覧
| 代 | 画像 | 名前                                     | 就任           | 退任           | 政党                       |
| -- | ---- | ---------------------------------------- | -------------- | -------------- | -------------------------- |
| 1  |      | ルイ・ゲルハルト・デ・イェール           | 1876年3月20日  | 1880年4月19日  | 無所属                     |
| 2  |      | アルヴィド・ポッセ                       | 1880年4月19日  | 1883年6月13日  | ラントマンナ党             |
| 3  |      | カール・ヨハン・ティセリウス             | 1883年6月13日  | 1884年5月16日  | 無所属                     |
| 4  |      | Robert Themptander                       | 1884年5月16日  | 1888年2月6日   | 無所属                     |
| 5  |      | ギルス・ビルト                           | 1888年2月6日   | 1889年10月12日 | 無所属                     |
| 6  |      | グスタフ・オーケルイェルム               | 1889年10月12日 | 1891年7月10日  | 保護主義党                 |
| 7  |      | エーリク・グスタフ・ボストロム           | 1891年7月10日  | 1900年9月12日  | ラントマンナ党             |
| 8  |      | フレデリク・フォン・オッター             | 1900年9月12日  | 1902年7月5日   | 無所属                     |
| 9  |      | エーリク・グスタフ・ボストロム (2期)     | 1902年7月5日   | 1905年4月13日  | ラントマンナ党             |
| 10 |      | ヨハン・ラムステッド                     | 1905年4月13日  | 1905年8月2日   | 無所属                     |
| 11 |      | クリスチャン・ルンデバーグ               | 1905年8月2日   | 1905年11月7日  | 保護主義党                 |
| 12 |      | カール・スターヴ                         | 1905年11月7日  | 1906年5月29日  | 自由連合党                 |
| 13 |      | アルヴィッド・リンドマン                 | 1906年5月29日  | 1911年10月7日  | 有権者連盟                 |
| 14 |      | カール・スターヴ (2期)                   | 1911年10月7日  | 1914年2月17日  | 自由連合党                 |
| 15 |      | ヤルマル・ハマーショルド                 | 1914年2月17日  | 1917年3月30日  | 無所属                     |
| 16 |      | カール・シュワルツ                       | 1917年3月30日  | 1917年10月19日 | 国民党                     |
| 17 |      | ニルス・エデン                           | 1917年10月19日 | 1920年3月10日  | 自由連合党                 |
| 18 |      | カール・ヤルマール・ブランティング       | 1920年3月10日  | 1920年10月27日 | スウェーデン社会民主労働党 |
| 19 |      | ルイス・ドゥ・イェール・フィルス         | 1920年10月27日 | 1921年2月23日  | 無所属                     |
| 20 |      | オスカル・フォン・シドー                 | 1921年2月23日  | 1921年10月13日 | 無所属                     |
| 21 |      | カール・ヤルマール・ブランティング (2期) | 1921年10月13日 | 1923年4月19日  | スウェーデン社会民主労働党 |
| 22 |      | Ernst Trygger                            | 1923年4月19日  | 1924年10月18日 | 国民党                     |
| 23 |      | カール・ヤルマール・ブランティング(3期)  | 1924年10月18日 | 1925年1月24日  | スウェーデン社会民主労働党 |
| 24 |      | リッカルド・サンドラー                   | 1925年1月24日  | 1926年6月7日   | スウェーデン社会民主労働党 |
| 25 |      | カール・グスタフ・エクマン               | 1926年6月7日   | 1928年10月2日  | 自由国民党                 |
| 26 |      | アルヴィッド・リンドマン (2期)           | 1928年10月2日  | 1930年6月7日   | 有権者連盟                 |
| 27 |      | カール・グスタフ・エクマン (2期)         | 1930年6月7日   | 1932年8月6日   | 自由国民党                 |
| 28 |      | フェリックス・ハムリン                   | 1932年8月6日   | 1932年9月24日  | 自由国民党                 |
| 29 |      | ペール・アルビン・ハンソン               | 1932年9月24日  | 1936年6月19日  | スウェーデン社会民主労働党 |
| 30 |      | アクセル・ペールソン＝ブラムストルプ     | 1936年6月19日  | 1936年9月28日  | 農民同盟                   |
| 31 |      | ペール・アルビン・ハンソン (2期)         | 1936年9月28日  | 1946年10月6日  | スウェーデン社会民主労働党 |
| -  |      | アーステン・ウンデーン (代行)            | 1946年10月6日  | 1946年10月11日 | スウェーデン社会民主労働党 |
| 32 |      | ターゲ・エルランデル                     | 1946年10月11日 | 1969年10月14日 | スウェーデン社会民主労働党 |
| 33 |      | オロフ・パルメ                           | 1969年10月14日 | 1976年10月8日  | スウェーデン社会民主労働党 |
| 34 |      | トルビョルン・フェルディン               | 1976年10月8日  | 1978年10月18日 | 中央党                     |
| 35 |      | オラ・ウルステン                         | 1978年10月18日 | 1979年10月12日 | 自由党                     |
| 36 |      | トルビョルン・フェルディン (2期)         | 1979年10月12日 | 1982年10月8日  | 中央党                     |
| 37 |      | オロフ・パルメ (2期)                     | 1982年10月8日  | 1986年3月1日   | スウェーデン社会民主労働党 |
| 38 |      | イングヴァール・カールソン               | 1986年3月1日   | 1991年10月4日  | スウェーデン社会民主労働党 |
| 39 |      | カール・ビルト                           | 1991年10月4日  | 1994年10月7日  | 穏健党                     |
| 40 |      | イングヴァール・カールソン (2期)         | 1994年10月7日  | 1996年3月22日  | スウェーデン社会民主労働党 |
| 41 |      | ヨーラン・ペーション                     | 1996年03月22日 | 2006年10月6日  | スウェーデン社会民主労働党 |
| 42 |      | フレドリック・ラインフェルト             | 2006年10月6日  | 2014年10月3日  | 穏健党                     |
| 43 |      | ステファン・ロベーン                     | 2014年10月3日  | 2021年11月30日 | スウェーデン社会民主労働党 |
| 44 |      | マグダレナ・アンデション                 | 2021年11月30日 | 2022年10月18日 | スウェーデン社会民主労働党 |
| 45 |      | ウルフ・クリステルソン                   | 2022年10月18日 | （現職）       | 穏健党                     |